# Agesilaüs II van Sparta
Agesilaüs II van Sparta (Oudgrieks: Ἀγησίλαος, Agesilaos), uit de dynastie van de Eurypontiden, was koning van Sparta van 401 tot 360 v.Chr.

## Leven
Agesilaüs werd geboren in 444 v.Chr. Hij was een zoon van Archidamus II, en een halfbroer van Agis II.

### Begin van zijn regering
Na zijn neef Leotychides, zoon van Agis, van de regering te hebben verdrongen, werd hij in rond 400 v.Chr. koning en bevestigde zijn regering door zachtheid tegen het volk, en door samenwerking met de eforen.

### Campagne in Klein-Azië (396-394 v.Chr.)
Op het gerucht dat de koning van de Perzen een leger en een vloot uitrustte, haalde Agesilaüs de Lacedaemoniërs over om een leger naar Klein-Azië te zenden, teneinde de Perzische koning voor te zijn. Lysandros, die hem in het verkrijgen van de regering zeer behulpzaam was geweest, vergezelde hem. De Athener Xenophon zou hem ook vergezellen op deze veldtocht en een verslag erover schrijven.
Onverwachts (396 v.Chr.) verscheen Agesilaüs met zijn leger in Ephese, zonder dat de Perzische landvoogd (satraap) Tissaphernes daarop was voorbereid, en eiste hij de onafhankelijkheid van de Grieks kuststeden in Klein-Azië. Tissaphernes stelde hierop een wapenstilstand voor van drie maanden, die Agesilaüs aannam en ongeschonden hield, om zich een goede naam te verschaffen, terwijl Tissapherens met alle ijver zijn uitrustingen voortzetten. Intussen verwijderde Agesilaüs Lysandros, die hem door zijn heerszucht hinderlijk was, naar de Hellespont. In alle opzichten toonde de kreupele koning een grote wilskracht.
Nadat nu Tissaphernes de wapenstilstand had verbroken, tastte Agesilaüs hem met een veel geringere macht aan, versloeg hem bij herhaling, voor het laatst bij de Pactolus (395 v.Chr.) en deed daarop een inval in Phrygië.

### Korinthische Oorlog (395–387 v.Chr.)
Daar hij steeds verder voortdrong, zocht Tithraustes, de opvolger van Tissaphernes, de Spartanen in Griekenland vijanden te bezorgen. Athene, Korinthe, Thebe en Argos verenigden zich tegen hen. Lysandros verloor in 394 v.Chr. de slag bij Haliartus en sneuvelde, waarop Agesilaüs naar Griekenland werd teruggeroepen.
Hoe ongaarne hij de Klein-Aziatische Grieken ook aan hun lot overliet, hij gehoorzaamde aan het bevel van zijn vaderstad en bereikte met versnelde mars de grenzen van Boeotië, terwijl Conon intussen de Spartaanse vloot bij Cnidus versloeg (394 v.Chr.). Bij Coronea in Boeotië leverde hij slag met de bondgenoten (20 augustus 394 v.Chr.) en overwon. Hierop trok hij naar Sparta, waar hij met eer werd ontvangen.
In het volgende jaar deed hij een inval in Argolis, en viel in 392 v.Chr. in het gebied van Korinthe binnen gedurende de viering van de Isthmische Spelen, bij welke gelegenheid hij veel buit maakte, maar door Iphicrates enig verlies leed. In 391 v.Chr. werd hij de Achaeërs tot hulp gezonden tegen Acarnanië, verwoestte hij dit land, doch kon daar verder niets uitrichten. Pas in 390 v.Chr. dwong hij het tot vrede met de Achaeërs.

### Koningsvrede (387 v.Chr.)
In de onderhandelingen met Antalcidas over de vrede met de Perzen (de zogenaamde Koningsvrede, bevorderde Agesilaüs minder de belangen van Griekenland dan die van zijn vaderstad, welke daardoor met de koning van de Perzen verbonden, de hegemonie (eerste positie) in Griekenland behield. Hij offerde aldus de vrijheid van de Klein-Aziatische Grieken op en noodzaakte Thebe deze vrede te aanvaarden (387 v.Chr.). Ook zijn handelswijze met Thebe was allesbehalve prijzenswaardig.

### Boeotische Oorlog (378-362 v.Chr.)
Niet alleen de bezetting van Cadmea, de burcht van Thebe, in 382 v.Chr. door Phoebidas, keurde hij goed, maar hij spoorde de Spartanen ook aan tot de oorlog tegen Thebe (378 v.Chr.), nadat de Thebanen de Spartaanse bezetting en de oligarchen hadden verdreven. In de eerstvolgende jaren nam Agesilaüs weinig deel aan de gebeurtenissen. De zeventigjarige grijsaard had voor zijn lichamelijke toestand zeker behoefte aan rust.
Pas in 370 v.Chr., nadat Sparta de bloedige slag bij Leuctra verloren en Agesilaüs vooraf aan de vruchteloze onderhandelingen met Epaminondas had deelgenomen, vocht hij tegen de Arcadiërs, die zich na zijn aftocht (369 v.Chr.) met de Thebanen verenigden en een inval in Laconië deden. De grijze held werd door kloeke maatregelen de redder van het bedreigde Sparta. Bij een tweede inval van Epaminondas in Laconië, ijlde Agesilaüs, die bij Mantinea stond, zijn vaderstad te hulp, dwong de Thebanen tot de terugtocht en leverde bij Mantinea aan Epaminondas een moorddadige slag, waarin deze laatste de overwinning behaalde (4 juli 362 v.Chr.).
Kort daarop kwam de vrede tot stand, evenwel tegen de zin van Agesilaüs, die zich tegen de herstelling van Messenië verklaarde, maar dit niet kon beletten, wegens de onmacht van Sparta.

### Veldtocht in Egypte (361-361 v.Chr.)
Ondanks zijn hoge leeftijd trok Agesilaüs uit misnoegen over de toestand van zijn vaderstad, met een leger naar Egypte, om Tachus tegen Artaxerxes Ochus hulp te bieden (361 v.Chr.). Hij wenste aldus het Spartaanse leger opnieuw weerbaar te maken en in Egypte de nodige financiële steun te vinden. Toen nu kort daarop Tachus door Nectanabis ten val was gebracht, ondersteunde Agesilaüs de laatste, daar de ander hem had beledigd door hem het opperbevel te weigeren. Met rijke geschenken begiftigd verliet hij Egypte.

### Dood
Hij stierf echter onderweg naar Sparta, na een langdurige regering, op vierentachtigjarige leeftijd.

## Beeldvorming in de bronnen
Xenophon, die hem had vergezeld en hem als vriend had leren waarderen, heeft Agesilaüs' biografie geschreven. Hierin schildert de auteur Agesilaüs af als een voorbeeldig koning, een eenvoudig en vriendelijk man, een eerder bescheiden figuur van kleine gestalte. Zijn kwaliteiten zijn die van een typische Spartaan: meer tacticus dan strateeg, die het belang van een militaire zeemacht voor zijn land onderschatte. Ook Plutarchus en Cornelius Nepos hebben een biografie aan hem gewijd.
Een ander geluid horen we echter in de bij het begin van de 20e eeuw teruggevonden Hellenica Oxyrhynchia die veel kritischer voor hem is. Agesilaüs wordt afgeschilderd als een leider zonder enig vast doel voor ogen dan het plunderen van Perzië en wraakneming op de Perzen.

## Referentie
- J. Lendering, art. Agesilaus II of Sparta, Livius.org (2013).
- art. Agesilaus, in F. Lübker - trad. ed. J.D. Van Hoëvell, Classisch Woordenboek van Kunsten en Wetenschappen, Rotterdam, 1857, pp. 33-34.
- B. Niese, art. Agesilaos (4), in RE I.1 (1893), coll. 796–804.